# Meiersboden

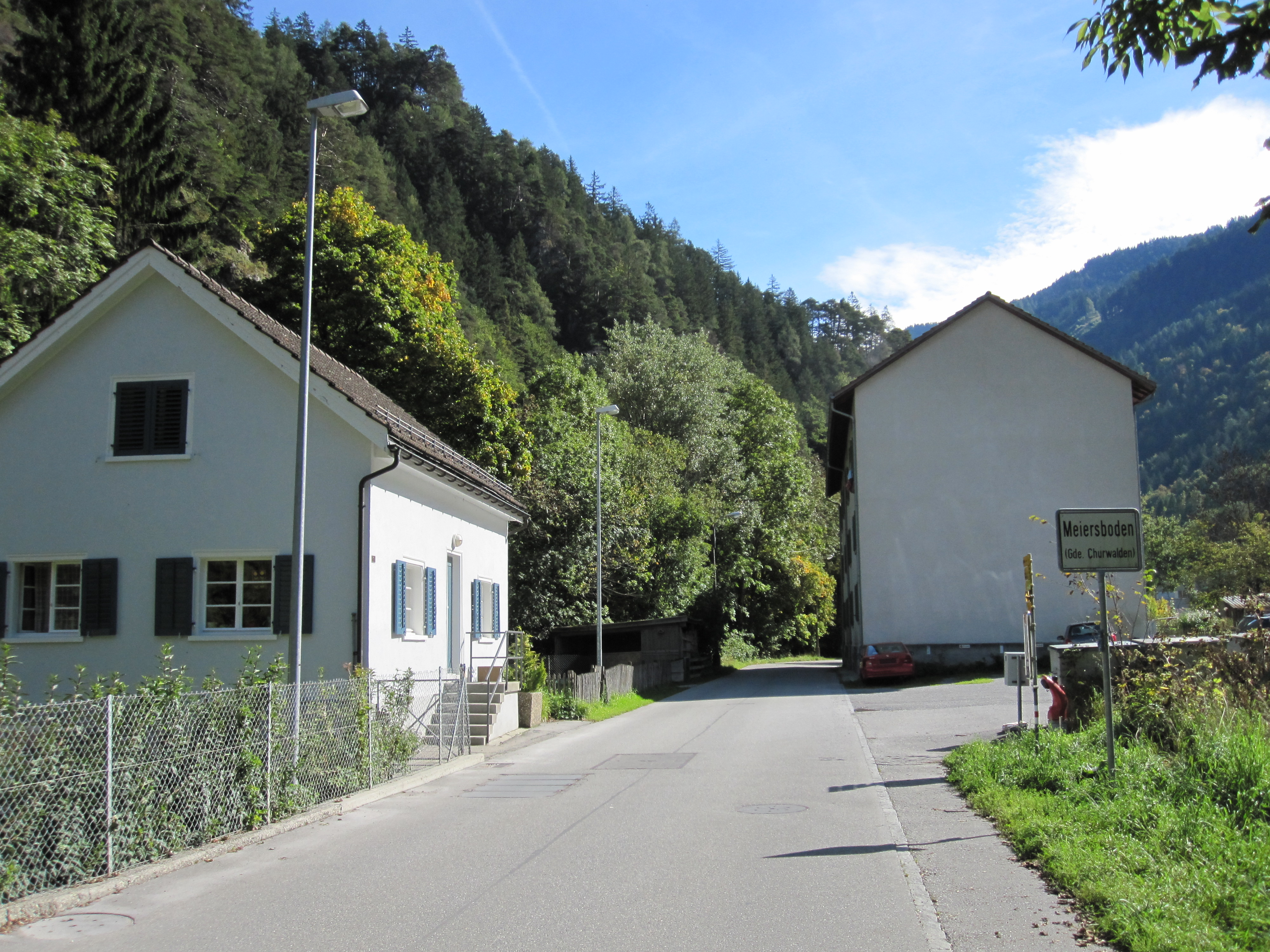
Ortseingang Meiersboden

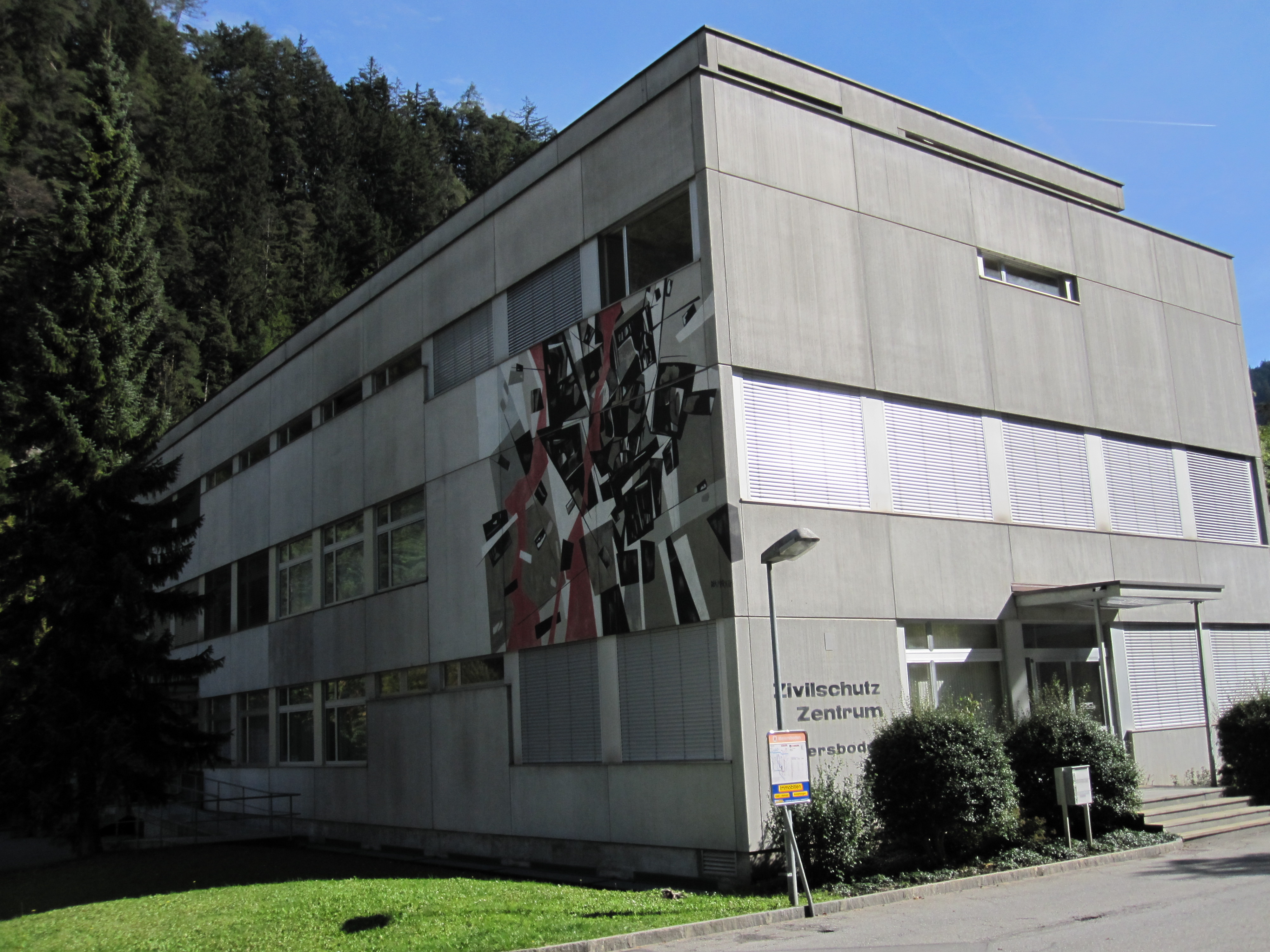
Das Zivilschutzzentrum in Meiersboden

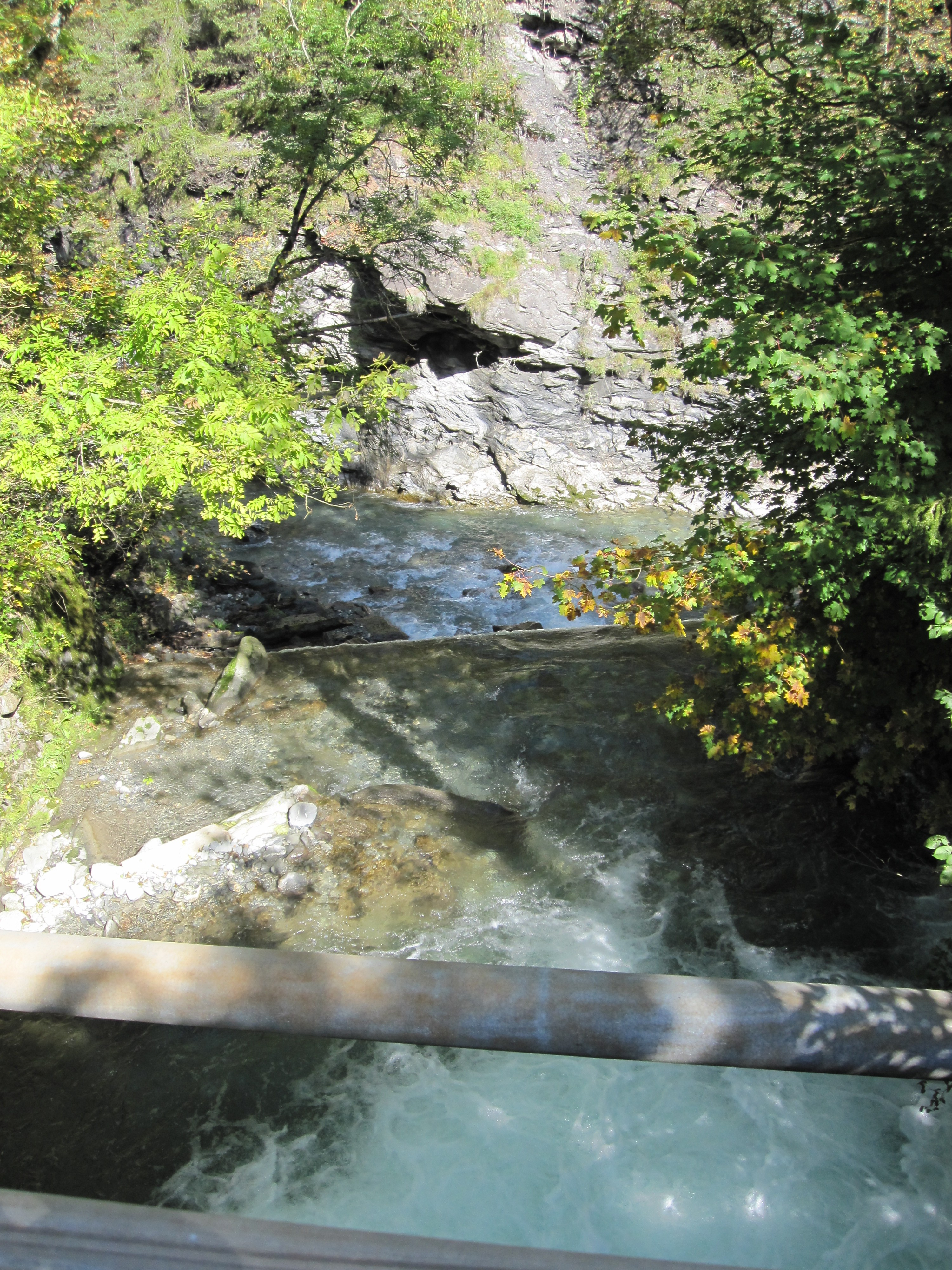
Einmündung der Rabiosa (oben) über eine letzte Stufe in die Plessur (unten) am Ortseingang zum Meiersboden

Meiersboden ist de facto ein Quartier der Bündner Kantonshauptstadt Chur, obschon es politisch zu Churwalden gehört. Postalisch ist Meiersboden Chur angeschlossen.

## Geografie
Meiersboden liegt südöstlich des Stadtgebiets und grenzt an das Quartier Sand. 
Am Ortseingang Meiersboden fliesst die Rabiosa in die Plessur.

## Infrastruktur
Bekannt ist Meiersboden für das grosse Zivilschutz-Ausbildungszentrum. Darüber hinaus besteht das Quartier nur aus einigen Häusern.

## Verkehr
Der Meiersboden wird bedient von der Linie 9 des Stadtbusses Chur. Die Bahnlinie Chur-Arosa der Rhätischen Bahn passiert das Quartier und begrenzt es im Norden.

## Varia
Bis 2009 gehörten die reformierten Einwohner des Meiersbodens kirchlich weder zu Chur noch zu Churwalden, sondern zu Tschiertschen. Seit 2010 sind sie Churer Kirchgenossen.